# Homalium multiflorum
Homalium multiflorum är en videväxtart som beskrevs av Merrill. Homalium multiflorum ingår i släktet Homalium och familjen videväxter. Inga underarter finns listade i Catalogue of Life.